# JenTower

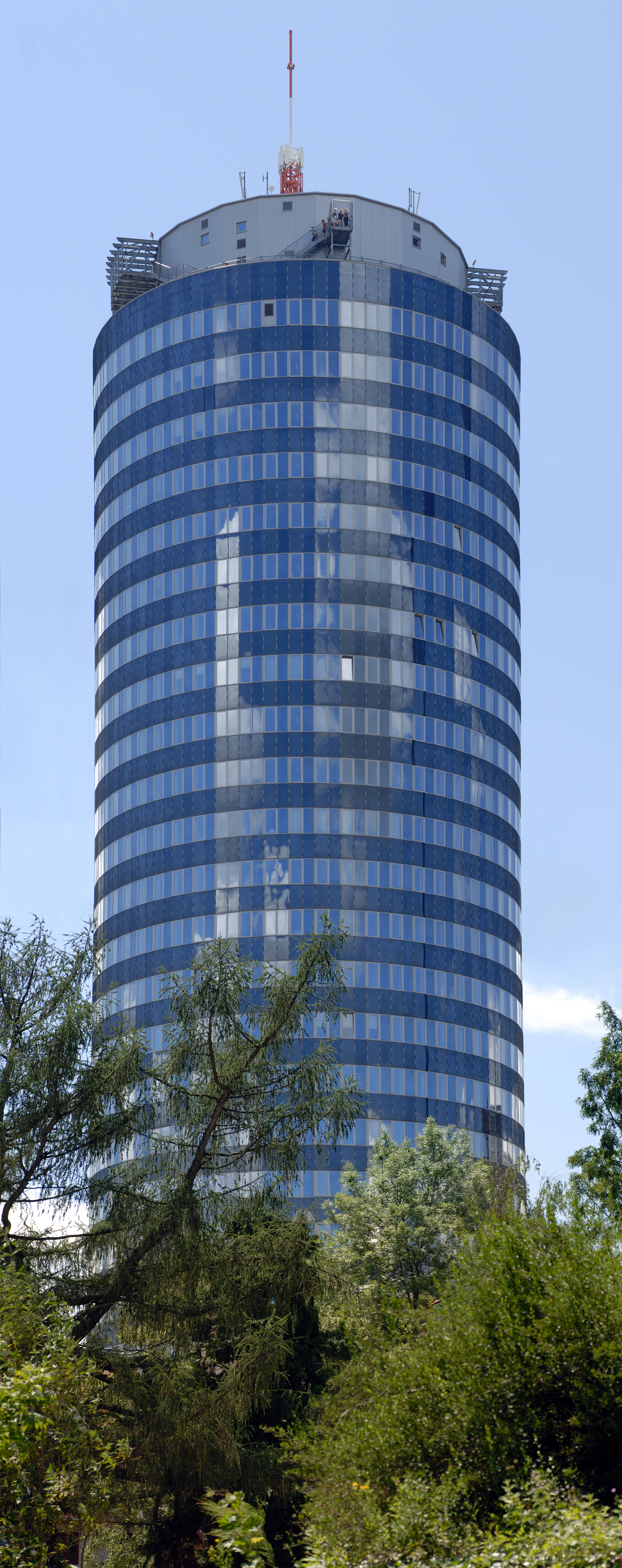
JenTower

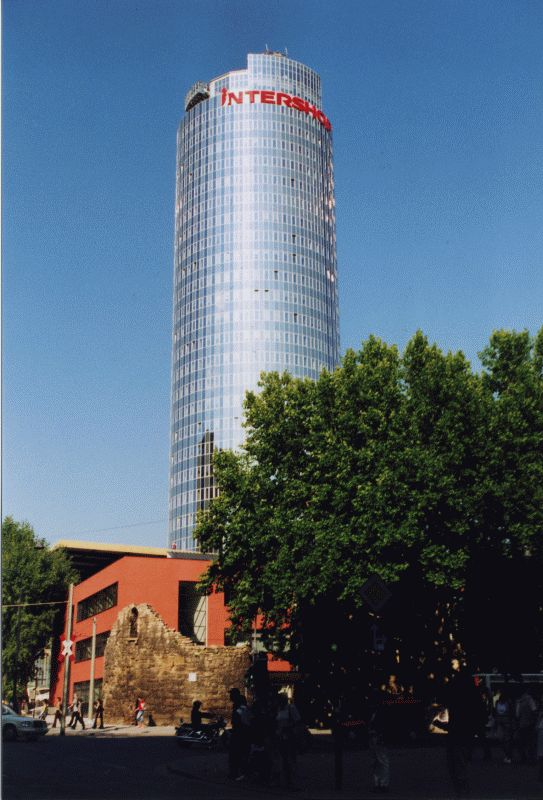
JenTower с логотипом «Intershop». 2003 г.

JenTower («Йентауэр») — небоскрёб в немецком городе Йена.
Высотная башня JenTower до января 2005 года носила название Intershop Tower по имени своего основного арендатора компании Intershop Communications AG. После расторжения договора аренды с компанией «Интершоп» 30 ноября 2004 г. башня была переименована в JenTower. Новое название высотки не прижилось у жителей города, и они по-прежнему называют её нем. Uniturm — «университетская башня». У башни есть и неофициальные, но широко употребительные прозвища: Keksrolle (кекс-рулет) или, например, не требующее перевода латинизированное прозвище Penis Jenensis и др.
В настоящее время JenTower принадлежит компании Saller.

## Здание
Для реализации этого амбициозного для своего времени архитектурного проекта Германа Хензельмана в июне 1969 года был даже снесён сохранившийся после Второй мировой войны красивейший жилой и торговый квартал, прилегавший к площади Айхплац (нем. Eichplatz). Первый камень был торжественно заложен 30 апреля 1970 года. Здание возводилось методом скользящей опалубки. 2 октября 1972 года состоялось торжественное открытие 127-метрового высотного здания. В 1999 году башня была продана инвестору, который провёл серьёзную модернизацию здания, надстроил два этажа и оснастил антенной.
Высота 30-этажного высотного здания, шпиль которого в 2004 году дополнительно «подрос», составляет 159 м, и тем самым JenTower является самым высоким офисным зданием на территории новых федеральных земель. Высота башни до кровли составляет 145 м. Под цилиндрической башней из железобетона диаметром 33 м находятся два подземных этажа.
Изначально башня предназначалось для офисного здания комбината «Карл Цейсс Йена», однако впоследствии она была передана местному университету им. Фридриха Шиллера и использовалось им до 1995 года, за что и получила своё прозвище «Унитурм». В цокольном помещении башни находилась студенческая столовая. После реставрации здания в отстроенном заново цокольном здании находится торговый центр. В самой башне разместились офисы местных компаний. 28-й и 29-й этаж занимает ресторан.
В конце 2004 года от стеклянной облицовки башни откололся кусок, который разбил заднее стекло легкового автомобиля на прилегающей к зданию парковке. Расследование причин произошедшего, для которого проводился демонтаж элементов облицовки, не дало однозначных результатов. В итоге все ряды облицовки башни, где отсутствуют окна, были полностью укрыты сеткой, чтобы избежать падения деталей облицовки.

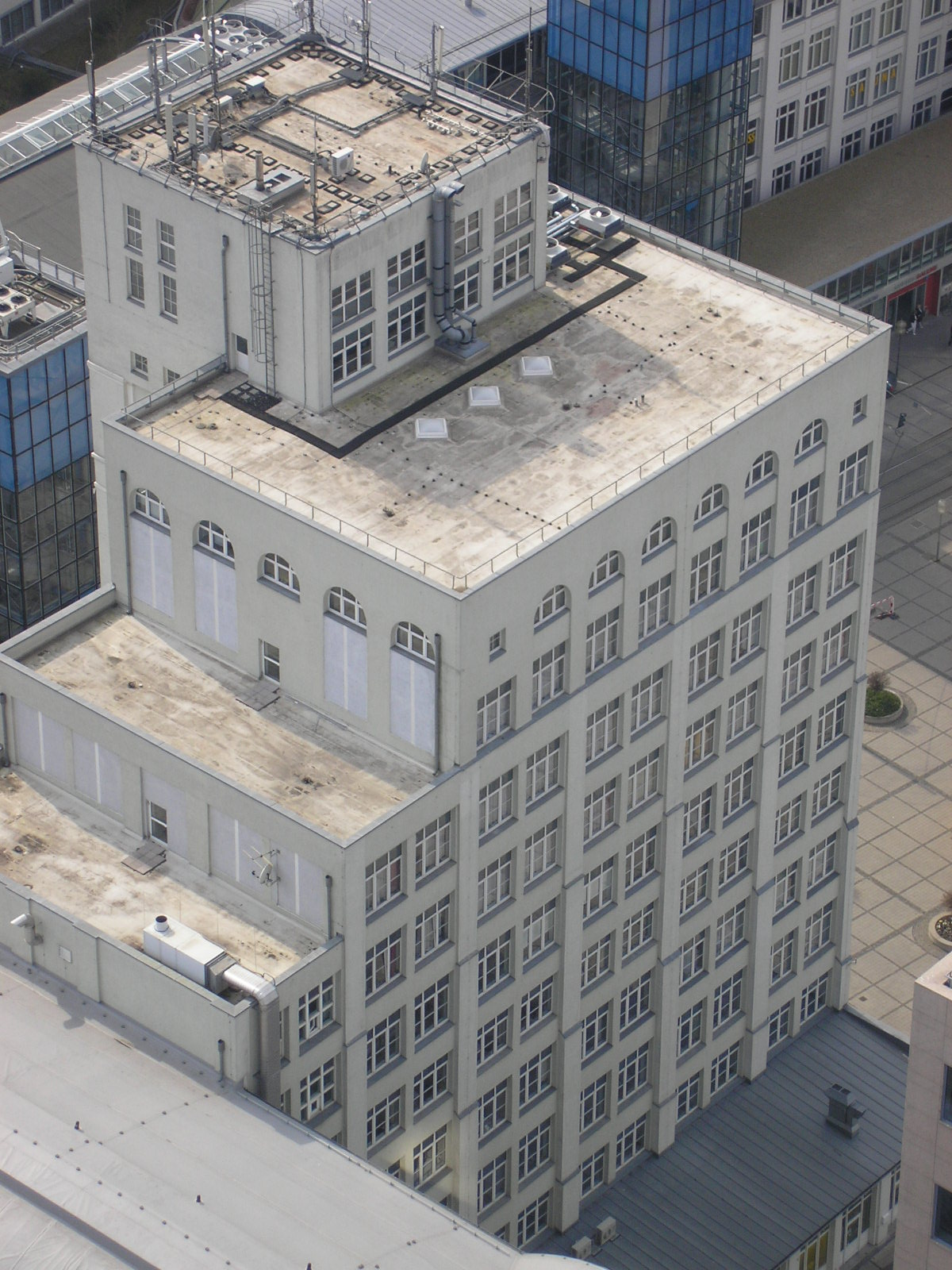
Вид на первую немецкую высотку с высоты башни JenTower

## Интересные факты
- Напротив башни JenTower находится первое высотное здание Германии высотой 43 м, так называемое «Здание 15» (нем. Bau 15), которое было возведено по проекту архитектора Фридриха Пютцера (1871—1922).